# RCM Televisión
Ne doit pas être confondu avec RCN Televisión.
RCM Televisión était une chaîne de télévision panaméenne, propriétaire et exploité par Grupo Mix Holdings et Grupo Antena 3. Elle a été remplacée le 22 septembre 2012 par NEXtv.